# Tijjani Muhammad-Bande
Tijjani Muhammad-Bande, né le 7 décembre 1957, est un politologue, administrateur et diplomate de carrière nigérian. 

## Biographie
Il est le représentant permanent du Nigeria auprès des Nations unies et est vice-président de l'Assemblée générale lors de sa 71e session en septembre 2016. Le 4 juin 2019, il est élu président de la 74e session de l'Assemblée. Il succède à María Fernanda Espinosa en septembre 2019.